# 普列庫萊市鎮
普列庫萊市鎮，曾是拉脫維亞的一個市鎮，設立於2009年，位於該國西部。人口6611，面積519.7平方公里，人口密度約13人/km2。
2021年7月1日，普列庫萊市鎮与其它市镇一起合并为南库尔泽梅市镇。